# WTA Hershey
Das WTA Hershey (offiziell: Virginia Slims of Pennsylvania) ist ein ehemaliges Damen-Tennisturnier der WTA Tour, das in der Stadt Hershey, Pennsylvania ausgetragen wurde.

## Siegerliste

### Einzel
| Jahr | Siegerin           | Finalgegnerin   | Ergebnis      |
| ---- | ------------------ | --------------- | ------------- |
| 1983 | Carling Bassett    | Sandy Collins   | 2:6, 6:0, 6:4 |
| 1984 | Catarina Lindqvist | Beth Herr       | 6:4, 6:0      |
| 1985 | Robin White        | Anne Minter     | 6:7, 6:2, 6:2 |
| 1986 | Janine Thompson    | Catherine Suire | 6:1, 6:4      |

### Doppel
| Jahr | Siegerinnen                         | Finalgegnerinnen              | Ergebnis |
| ---- | ----------------------------------- | ----------------------------- | -------- |
| 1983 | Lea Antonoplis Barbara Jordan       | Sherry Acker Ann Henricksson  | 6:3, 6:4 |
| 1984 | Kateřina Skronská Marcela Skuherská | Ann Henricksson Nancy Yeargin | 6:1, 6:3 |
| 1985 | Mary-Lou Piatek Robin White         | Lea Antonoplis Wendy White    | 6:4, 7:6 |
| 1986 | Candy Reynolds Anne Smith           | Sandy Collins Kim Sands       | 7:6, 6:1 |